# Люсьєн Капе
Люсьєн Капе (фр. Lucien Capet; 8 січня 1873, Париж — 18 грудня 1928, Париж) — французький скрипаль, композитор, музичний педагог.

## Біографія
Народився 8 січня 1873 року у Парижі.
Навчався в  Паризькій консерваторії. У 1896-1899 роках був першою скрипкою відомого французького Оркестра Ламурьо. У 1899-1903 роках викладав в консерваторії Бордо. У 1904 році заснував один з перших постійно діючих камерних ансамблів Франції — квартет Капе, в якому грав першу скрипку.
Помер 18 грудня 1928 року на 56 році життя у Парижі.

## Доробок
Як виконавець і фахівець Капе був відомий передусім як інтерпретатор квартетів Бетховена, яким він присвятив окрему книгу. У його власному композиторському доробку — п'ять струнних квартетів, скрипкові сонати, етюди, симфонічна музика. Як педагог, Капе зокрема, займався в 1922-1923 роках з Іваном Галамяном. Йому належить підручник «Вища техніка смичка, з безліччю прикладів і подробиць» (фр. La Technique supérieure de l'archet où abondent les exemples et les détails; Париж, 1916).